# 巨大素数
巨大素数(Gigantic prime)は、1万桁以上の素数である。
この用語は、Journal of Recreational Mathematics誌に投稿されたサミュエル・イェーツの"Collecting gigantic and titanic primes" (1992)という論文が初出である。イェーツのprime pagesを引き継いだChris Caldwellは、イェーツの死後、論文の改版を頼まれた際に、5000桁を1万桁に変更した。当時は、この大きさの素数はほとんど知られていなかったが、現代のパソコンを使えば、1日にいくつも見つけられる程度である。
最初に発見された巨大素数は、メルセンヌ素数の244497-1である。この数は13395桁で、1979年にハリー・ネルソンとデヴィッド・スロイウィンスキーが発見した。
最小の巨大素数は109999 + 33603で、2003年にJens Franke、Thorsten Kleinjung、Tobias Wirthが分散ECPPプログラムで発見した。これは、当時ECPPが証明した最大の素数であった。